# Phyllis George
Pour les articles homonymes, voir George.
Phyllis Ann George, née le 25 juin 1949 à Denton (Texas) et morte le 14 mai 2020 à Lexington (Kentucky), est une femme d'affaires, une actrice et une présentatrice sportive américaine. 

## Biographie
Phyllis George a été la première dame du Kentucky de 1979 à 1983. Auparavant, elle a été couronnée Miss Texas en 1970 puis Miss America 1971.